# 7 Pułk Grenadierów (Imperium Rosyjskie)
7 Żmudzki Pułk Grenadierów Generała Adiutanta Hrabiego Totlebena (ros. Самогитский 7-й гренадерский генерал-адъютанта графа Тотлебена полк) – pułk piechoty okresu Imperium Rosyjskiego.

## Charakterystyka
Sformowany 17 maja 1797. Stacjonował między innymi w Moskwie.
Pułk wziął udział w działaniach zbrojnych epoki napoleońskiej, a także w działaniach zbrojnych okresu I wojny światowej.

 W przededniu I wojny światowej pułk etatowo posiadał cztery bataliony po cztery kompanie oraz kompanię tyłową. Kompania piechoty czasu wojny liczyła około 240 żołnierzy i 4–5 oficerów. Na szczeblu pułku występował także pododdział karabinów maszynowych (8 km), łączności (w tym 14 konnych gońców i 21 telefonistów) i zwiadowczy (64 zwiadowców, w tym 4 kolarzy). W sumie pułk liczył około 4000 żołnierzy.

## Podporządkowanie
Lipiec 1914:
- Korpus Grenadierów – Moskwa
  - 2 Dywizja Grenadierów – Moskwa – Покровские казармы
    - 2 Brygada Grenadierów (2-я гренадерская бригада)
      - 7 Żmudzki pułk grenadierów – Moskwa – Покровские казармы

## Dowódcy pułku
- 1898 – ? – Mikołaj Remizov (ros. Николай Митрофанович Ремизов)
- 1914–pułkownik Dimitr Zigiel (ros. Дмитрий Михайлович Зигель)
- 1914–1916 – Максимилиан Адамович Цвецинский[5]